# خوليو سيزار أغيري منديز
خوليو سيزار أغيري منديز (بالإسبانية: Julio César Aguirre Méndez)‏ هو سياسي مكسيكي، ولد في 14 سبتمبر 1962 في ولاية غيريرو في المكسيك. حزبياً، نشط في حزب الثورة الديمقراطية. وقد انتخب عضو مجلس الشيوخ من المكسيك.